# Elección de gobernador regional de Antofagasta de 2021
La elección de gobernador regional de la Región de Antofagasta de  2021 se realizó el 15 y 16 de mayo de 2021, así como en todo Chile, para elegir a los responsables de la administración a nivel regional.

## Sistema electoral
El gobernador regional es elegido por sufragio universal, en un sistema de segunda vuelta. El margen para resultar electo en la primera ronda de votación es un 40% de los votos válidamente emitidos. Si ninguna candidatura logra el 40% de los votos válidamente emitidos, hay una segunda vuelta entre las dos más votadas.
Dura cuatro años en el ejercicio de sus funciones y puede ser reelegido como máximo en una ocasión.

## Resultados

### Primera vuelta
Con el 100 % de los votos escrutados.
|  | 39,61 % |

|  | 21,54 % |

|  | 16,41 % |

|  | 12,78 % |

|  | 9,66 % |

|  | 94,34 % |

|  | 2,68 % |

|  | 2,98 % |

|  | 100 % |

|  | 36,89 % |

### Segunda vuelta
|  | 72,03 % |

|  | 27,97 % |

|  | 98,98 % |

|  | 0,75 % |

|  | 0,28 % |

|  | 100 % |

|  | 12,21 % |